# Charles Denny
Charles Albert Denny, detto Charlie (Battersea, 17 marzo 1886 – Londra, 8 gennaio 1971), è stato un pistard britannico.

## Palmarès

### Olimpiadi
- Argento a Londra 1908 nei 100 chilometri.